# 온종합병원
온종합병원은 대한민국 부산광역시 부산진구 가야대로 721에 있는 브니엘의료재단 산하 종합병원이다.

## 연혁
- 2006년 12월 의료법인 브니엘의료재단 설립
- 2010년 3월 의료법인 브니엘의료재단 온 종합병원 개원
- 2018년 2월 온재활요양병원 개원
- 2018년 3월 온종합병원 암병원 개원